# Schweinitz (Möckern)
Schweinitz è una frazione della città tedesca di Möckern, nella Sassonia-Anhalt.

## Storia
Schweinitz è un piccolo centro rurale di antica origine.
Il 31 dicembre 2009 il comune di Schweinitz fu aggregato alla città di Möckern.